# نمازخانه هارانتس
نمازخانه هارانتس (ارمنی: Հարանց մատուռ؛ ) یک کلیسا متعلق به کلیسای حواری ارمنی واقع در شهر گده‌بی، شهرستان گده‌بی جمهوری آذربایجان می‌باشد. ساخت و ساز این ساختمان در سده‌ ۱۷ام میلادی؛ به پایان رسید. این بنا به سبک معماری ارمنی طراحی شده است.